# Natatolana aotearoa
Natatolana aotearoa är en kräftdjursart som beskrevs av Keable 2006. Natatolana aotearoa ingår i släktet Natatolana och familjen Cirolanidae. Inga underarter finns listade i Catalogue of Life.